# NGC 1596
NGC 1596 (również PGC 15153) – galaktyka soczewkowata (S0), znajdująca się w gwiazdozbiorze Złotej Ryby. Odkrył ją John Herschel 5 grudnia 1834 roku.